# Sites historiques et culturels majeurs protégés de la région autonome du Tibet
Sites historiques et culturels majeurs protégés de la région autonome du Tibet (chinois : 西藏自治区文物保护单位) sont une liste de sites protégés au niveau provincial de la république populaire de Chine, pour la région autonome du Tibet.
- La première liste a été établie le 20 novembre 1962 et comporte 11 lieux[1],[2],[3].
- La seconde liste est publiée le 18 août 1979
- La liste 2A étendant la deuxième est publiée en 1980 y ajoutant le site archéologique de Karuo[4].
- La troisième liste est publiée le 16 avril 1996 et comporte 48 sites[5].
- La quatrième liste est publiée le 22 mai 2007 et comporte 64 sites64[6].
- La cinquième liste est publiée le 19 novembre 2009 et comporte 112 sites[7]
- La sixième liste, publiée le 2 décembre 2013 comporte 181 sites et en fusionne un[8].

## Liste

### Première liste
| Numéro de catalogue | Nom français           | Nom tibétain   | Nom chinois     | classement | Période     | Lieu                                                | Photographie |
| ------------------- | ---------------------- | -------------- | --------------- | ---------- | ----------- | --------------------------------------------------- | ------------ |
| 1-?                 | Monastère de Séra      | སེ་ར་དགོན        | 色拉寺          |            | Ming        | Lhassa                                              |              |
| 1-?                 | Monastère de Drepung   | འབྲས་སྤུངས་དགོན།   | 哲蚌寺          |            | Ming        | Lhassa                                              |              |
| 1-?                 | Temple Ramoché         | ར་མོ་ཆེ་དགོན་པ་   | 小昭寺          |            | 641         | Lhassa                                              |              |
| 1-?                 | Monastère de Ganden    | དགའ་ལྡན་དགོན།    | 甘丹寺 / 噶丹寺 |            | Ming à Qing | District de Dagzê                                   |              |
| 1-?                 | Monastère de Réting    | རྭ་སྒྲེང་དགོན།      | 热振寺          |            |             | Xian de Lhünzhub, Lhassa                            |              |
| 1-?                 | Monastère de Tsourphou | མཚུར་བུ་དགོན།     | 楚布寺 / 楚普寺 |            |             | District de Doilungdêqên, Lhassa                    |              |
| 1-?                 | Monastère de Densatil  | གདན་ས་ཐེལ       | 丹萨替寺        |            |             | Xian de Sangri, Préfecture de Shannan               |              |
| 1-?                 | Monastère de Samyé     | བསམ་ཡས་དགོན་པ།  | 桑耶寺          |            | 787—799     | Xian de Zhanang, Préfecture de Shannan              |              |
| 1-?                 | Galden Jampaling       | ཆབ་མདོ་བྱམས་པ་གླིང | 强巴林寺        |            |             | Bourg de Chengguan, chamdo                          |              |
| 1-?                 | Monastère de Shalu     | ཞ་ལུ་དགོན་པ      | 夏鲁寺          |            | Yuan à Qing | District de Samzhubzê, ville-préfecture de Shigatsé |              |
| 1-?                 |                        |                |                 |            |             |                                                     |              |